# 개피떡

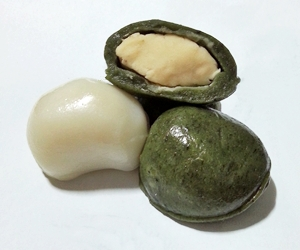
바람떡

개피떡은 콩고물에 소를 넣고 반달 모양으로 빚은 떡이다. 바람떡이라고도 부른다.

## 어원
껍질로 싸서 만드는 떡이라고 갑피병(甲皮餠), 가피떡(加皮餠)이라고 부르던 것이 개피떡으로 바뀌었다.

## 준비
찹쌀가루를 시루에 찐 후 절구에 두드려 반죽을 만든다. 그런 다음 잘게 자르고 평평하고 둥글게 말아서 거피팥소(흰 팥소)를 채워 밀봉한다. 속은 팥(종종 검은색 품종)을 껍질을 벗기고 찌고 소금으로 간을 한 다음 체에 걸러서 만들 수 있다. 떡마다 참기름을 발라 달라붙지 않게 한다.